# 834
| 834                |
| ------------------ |
| Dødsfald - Fødsler |
|                    |

| Gregoriansk kalender | 834 DCCCXXXIV           |
| Ab urbe condita      | 1587                    |
| Armensk kalender     | 283 ԹՎ ՄՁԳ              |
| Kinesiske kalender   | 3530 – 3531 癸丑 – 甲寅 |
| Etiopisk kalender    | 826 – 827               |
| Jødisk kalender      | 4594 – 4595             |
| Hindukalendere       |                         |
| - Vikram Samvat      | 889 – 890               |
| - Shaka Samvat       | 756 – 757               |
| - Kali Yuga          | 3935 – 3936             |
| Iransk kalender      | 212 – 213               |
| Islamisk kalender    | 219 – 220               |

Se også 834 (tal)